# Le fauve est lâché
Pour plus de détails, voir Fiche technique et Distribution.
Le fauve est lâché est un film d'espionnage français réalisé par Maurice Labro, sorti en 1959.

## Synopsis
Ancien truand, ancien agent du Deuxième Bureau, Paul Lamiani (Lino Ventura) est devenu un honnête père de famille, patron de restaurant. Un jour, la DST le fait appeler et lui demande de renouer avec un dénommé Raymond (Paul Frankeur), truand mêlé à un trafic de documents touchant la Défense nationale.
Paul refusant de coopérer, la DST le compromet alors dans une affaire de faux dollars, montée par elle de toutes pièces. Paul est obligé de céder : on simulera son évasion, et il ira demander refuge à son copain. Le scénario se déroule comme prévu par la DST. Raymond accueille Paul à bras ouverts. Raymond, peu de temps après, est tué par des hommes de sa bande qui veulent le « doubler ». Avant de mourir, il demande à Paul de veiller sur sa petite amie Nadine (Estella Blain).
Paul s'acquitte de cette tâche et se rend au Havre où le lieutenant de Raymond devait lui remettre les fameux papiers volés. Mais ces papiers ont disparu. Paul s'est à peine aperçu de cette disparition qu'il tombe entre les mains de la bande rivale. Il réussit à s'échapper après une dramatique poursuite dans les falaises d'Étretat. Revenu à Paris, Paul s'aperçoit, en rendant visite à Nadine, que l'ancienne maîtresse de Raymond détient le secret tant cherché. C'est elle qui a gardé les documents qu'elle espérait monnayer pour son propre compte. Au moment où il s'apprête à porter ceux-ci à la DST, il est averti que la bande rivale vient de kidnapper son fils. On lui rendra l'enfant contre les documents.
C'est alors que le « fauve » se déchaîne. Après bien des difficultés, bien des bagarres, il finit par contacter la bande. À l'heure et à l'endroit fixé, les gangsters l'attendent. Paul leur abandonne les papiers en échange de son gosse. Mais la victoire des bandits est de courte durée. Pris en chasse par la DST, ils sont tous arrêtés ou abattus. Paul pourra de nouveau vivre en paix dans sa famille.

## Fiche technique
- Titre : Le fauve est lâché
- Production : François Chavane
- Réalisation : Maurice Labro
- Assistant réalisateur : Claude Sautet
- Scénario : Jean Redon et Claude Sautet.
- Adaptation: Frédéric Dard, François Chavanne et Claude Sautet.
- Dialogues : Frédéric Dard et Jean Redon.
- Photographie : Pierre Petit
- Musique : Georges Van Parys
- Chanson : Johnny fais-moi mal, chantée par Magali Noël, Disques Philips - Éditions Tutti
- Montage : Germaine Artus
- Opérateur : Charles-Henry Montel
- Cadreur : Charles-Henry Montel
- Décors : Jean-Paul Coutan-Laboureur
- Costumes : Guy Maugin
- Son : Jean Labussière
- Maquillage : Jacqueline Revelly
- Photographe de plateau : Jean Magis
- Script-girl : Marcelle Hochet
- Régisseur : Jacques Pignier
- Producteur par : François Chavanne
- Directeur de production : André Deroual
- Administrateur de Production : Odette Susr
- Société de production : Cinéphonic - Les Productions Elan
- Société de distribution : Gaumont
- Pays de production :  France
- Tournage : du 9 juillet 1958 au 30 août 1958
- Lieux de tournage : à Paris; au Havre, à Étretat et aux Studios de Saint-Maurice
- Enregistrement : Le Poste Parisien
- Format : Noir et blanc - 35 mm
- Genre : Film dramatique, Film d'espionnage
- Durée : 100 min
- Date de sortie : 
  - France : 21 janvier 1959

## Distribution
- Lino Ventura : Paul Lamiani, ancien truand, et ancien de la D.S.T
- Paul Frankeur : Raymond Maroux
- Estella Blain : Nadine Maroux
- François Chaumette : Paulan
- Nadine Alari : Pierrette Lamiani
- Jess Hahn : Donan
- Alfred Adam : Le colonel
- Eugène Deckers : Toni Luigi
- Margo Lion : Camille, la tenancière de la maison de jeux
- Philippe Mareuil : Régis, le petit ami de Nadine
- André Weber : Walter
- Roger Saget : René la Tirette
- Jacqueline Caurat : La speakerine de la T.V
- Jean-Louis Cadiou : passager dans le train (scène non retenue au montage)
- Françoise Honorat
- Anne Valon
- Hy Yanowitz : L'avocat véreux Dafonta
- Patrick Millow : Le fils de Paul
- Yves Arcanel : L'inspecteur Berger
- Gérard Darrieu
- Guy-Henry : Un joueur et un inspecteur
- Henri Guégan : Un homme de main
- Sylvain Lévignac : Un inspecteur
- Pierre Collet : Marcel, le garagiste
- Albert Daumergue : Mr Beaujard, un homme au restaurant
- Georges Demas : Un inspecteur

## À noter
- La plaque d'immatriculation de la voiture des truands, qui emmène le tireur, au début du film, est la même que celle de la voiture de la police à la fin, sur le pont près du chemin de halage.
- L'endroit où Lino Ventura vole la voiture se trouve dans la cavée de Bruneval proche d'Étretat.